# Namatjira (cràter)
Namatjira és un cràter d'impacte en el planeta Mercuri de 34 km de diàmetre. Porta el nom del pintor aborigen australià Albert Namatjira (1902-1959), i el seu nom va ser aprovat per la Unió Astronòmica Internacional el 2015.